# Konrad von Morsbach
Konrad von Morsbach (mort le 13 janvier 1171) est évêque d'Eichstätt de 1153 à sa mort.

## Biographie
Selon un catalogue de la première moitié du XVIe siècle, Konrad von Morsbach est un abbé du monastère de Wülzburg (de). Avant d'être abbé, il aurait été chanoine du chapitre de la cathédrale de Spire d'après une nécrologie de Spire. Le nom du village est Morsbach, aujourd'hui un district de Titting dans le district de Eichstätt en Haute-Bavière. Sa famille est de la noblesse ministérielle d'Eichstätt.
Konrad von Morsbach doit son élévation au titre d'évêque à Frédéric Barberousse. Il l'accompagne lors de nombreux voyages. Il est également présent lors de son mariage avec Béatrice de Bourgogne en 1156 à Wurtzbourg. Il est à côté de lui au cours de son deuxième voyage en Italie en 1158. Pour son mérite, Frédéric lui laisse le domaine impérial de Rebdorf. Konrad fonde une abbaye (de) où il installe des chanoines réguliers de saint Augustin. Cette église propriétaire renforce considérablement la position des évêques d'Eichstätt. Son influence va créer un conflit avec le chapitre des chanoines d'Eichstätt au cours de l'épiscopat de son successeur Egelolf.